# Any Man of Mine
Singles de Shania Twain
Whose Bed Have Your Boots Been Under?
(1995) The Woman in Me (Needs the Man in You)
(1995)
Pistes de The Woman in Me
Home Ain't Where His Heart is (Anymore) Whose Bed Have Your Boots Been Under?
Any Man of Mine est le second single extrait de l'album de Shania Twain, The Woman in Me.

## Succès de la chanson
Aux États-Unis, sur les palmarès country, la chanson débute en 60e position et sera en octobre 1995 en 1er position et y reste pendant 2 semaines. Sur les palmarès officiels, la chanson débute en 88e position et sera à la fin de 1995 en 31e position et reste 46 semaines dans les charts.

## Informations sur le titre

### Vidéoclip
La vidéo a été tournée à Santa Ynez en Californie, le 23 février 1995, peu de temps après la sortie de son deuxième album. Elle a été réalisée par John Derek et Charlie Randazzo. Elle sortira le 26 avril 1995 et devient le plus diffusé dans les chaînes de télévision country. La vidéo commence lorsqu'elle danse à côté d'un cheval près d'une grange. Elle enfile une camisole découpée à la taille et un t-shirt très sexy (chose qu'elle a fait avec What Made You Say That, son premier clip). Elle est dans un bain et elle se lève et s'habille. La vidéo remporte de nombreux prix dont un Canadian Country Music Award pour le vidéoclip de l'année.

## Charts mondiaux
| Pays                         | Meilleure Position |
| ---------------------------- | ------------------ |
| Canada Country               | 1                  |
| Royaume-Uni                  | 187                |
| États-Unis Billboard Hot 100 | 31                 |
| États-Unis Billboard Country | 1                  |

## Reprises
En 2022, le groupe de sludge metal américain Thou, sous l'alias Hank V, fait une reprise de ce titre qui apparait sur le split album Cowboy Wisdom.